# Nakło (województwo opolskie)
Nakło (dodatkowa nazwa w j. niem. Nakel) – wieś w Polsce położona w województwie opolskim, w powiecie opolskim, w gminie Tarnów Opolski.
W latach 1975–1998 miejscowość położona była w województwie opolskim, po reformie administracyjnej w 1999 roku wieś pozostała w województwie opolskim o skorygowanych granicach administracyjnych.

## Nazwa
Według niemieckiego nauczyciela Heinricha Adamy’ego nazwa miejscowości pochodzi od polskiej nazwy z dziedziny rachunkowości – słowa "liczyć". Według tego wywodu składa się ona z dwóch słów "nad" oraz "liczyć". W swoim dziele o nazwach miejscowych na Śląsku wydanym w 1888 roku we Wrocławiu jako starszą od niemieckiej wymienia on nazwę w staropolskiej formie – Nadlic podając jej znaczenie "Uberzahliges Land" czyli po polsku "Przepłacona, przeszacowana ziemia". 
Niemcy zgermanizowali nazwę na Nakel w wyniku czego utraciła ona swoje pierwotne znaczenie. Polska administracja spolonizowała zgermanizowaną nazwę miejscowości w wyniku czego nie wiąże się ona już ze źródłowym znaczeniem.

## Plebiscyt i powstanie
W 1910 roku 792 mieszkańców mówiło w języku polskim, 37 osób posługiwało się językiem niemieckim. W wyborach komunalnych w listopadzie 1919 roku 215 głosów oddano na kandydatów z list polskich, którzy zdobyli łącznie 7 z 9 mandatów. Podczas plebiscytu we wsi uprawnionych do głosowania było 486 mieszkańców (w tym 37 emigrantów). Za Polską głosowało 349 osób, za Niemcami 134 osoby. W 1919 r. powstał tu oddział Polskiej Organizacji Wojskowej Górnego Śląska. W miejscowości toczyły się walki w ramach III powstania śląskiego. 2/3 maja została zdobywa przez powstańców. Do 20 maja przebiegała przez nią linia frontu. W wyniku niemieckiej ofensywy w kierunku Góry św. Anny, polskie wojska wycofały się z Nakła. 

## Galeria

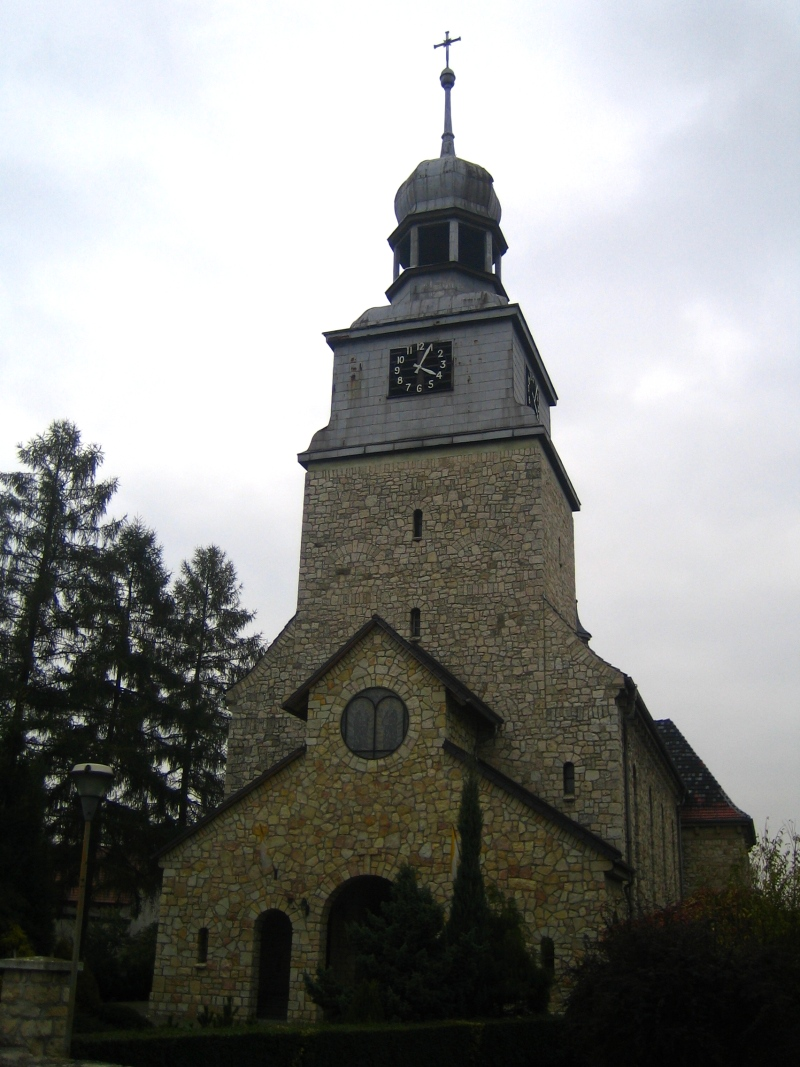
Kościół w Nakle
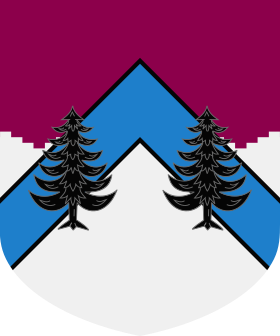
Herb Nakła od 2024